# José Angulo Angulo
José Luis Angulo Angulo (Quinindé, Ecuador; 9 de diciembre de 1997) es un futbolista ecuatoriano. Juega como portero y su equipo actual es 9 de Octubre Fútbol Club de la Serie B de Ecuador.

## Trayectoria

### Inicios
Realizó las formativas en clubes como Sociedad Deportiva Aucas, Deportivo Quito, Liga Deportiva Universitaria. Debutó en el fútbol profesional en 2016 cuando jugaba para UTC, de la Segunda Categoría de Cotopaxi. 

### Deportivo Cuenca
En el 2017 pasa a las reservas del Deportivo Cuenca y ese mismo año es cedido al Audaz Octubrino para disputar el torneo de Segunda Categoría de El Oro. No sería hasta la temporada 2018 cuando forma parte del primer plantel morlaco pero no logró debutar.

### 9 de Octubre
En el 2019 pasa al 9 de Octubre que jugaba en la Segunda Categoría de Ecuador y con el cual consigue al ascenso a la Serie B para la temporada 2020 al ser subcampeón de la Segunda Categoría 2019. En el 2020 vuelve al Deportivo Cuenca, pero el 15 de enero del mismo año es desvinculado de aquel equipo, razón por la que regresó al 9 de Octubre.

## Estadísticas

### Clubes
Actualizado al último partido disputado el 30 de octubre de 2024.
| Club                            | Div.          | Temporada     | Liga  | Liga  | Copas nacionales | Copas nacionales | Copas internacionales | Copas internacionales | Total | Total |
| Club                            | Div.          | Temporada     | Part. | Goles | Part.            | Goles            | Part.                 | Goles                 | Part. | Goles |
| ------------------------------- | ------------- | ------------- | ----- | ----- | ---------------- | ---------------- | --------------------- | --------------------- | ----- | ----- |
| UTC · Ecuador                   | 3.ª           | 2016          | 16    | 0     | —                | —                | —                     | —                     | 16    | 0     |
| UTC · Ecuador                   | Total club    | Total club    | 16    | 0     | 0                | 0                | 0                     | 0                     | 16    | 0     |
| Audaz Octubrino · Ecuador       | 3.ª           | 2017          | 21    | 3     | —                | —                | —                     | —                     | 21    | 3     |
| Audaz Octubrino · Ecuador       | Total club    | Total club    | 21    | 3     | 0                | 0                | 0                     | 0                     | 21    | 3     |
| 9 de Octubre F. C. · Ecuador    | 3.ª           | 2019          | 6     | 0     | —                | —                | —                     | —                     | 6     | 0     |
| Independiente Juniors · Ecuador | 2.ª           | 2022          | 8     | 0     | 3                | 0                | —                     | —                     | 11    | 0     |
| Independiente Juniors · Ecuador | Total club    | Total club    | 8     | 0     | 3                | 0                | 0                     | 0                     | 11    | 0     |
| Libertad F. C. · Ecuador        | 1.ª           | 2023          | 16    | 0     | 0                | 0                | —                     | —                     | 16    | 0     |
| Libertad F. C. · Ecuador        | Total club    | Total club    | 16    | 0     | 0                | 0                | 0                     | 0                     | 16    | 0     |
| 9 de Octubre F. C. · Ecuador    | 2.ª           | 2024          | 16    | 0     | 0                | 0                | —                     | —                     | 16    | 0     |
| 9 de Octubre F. C. · Ecuador    | Total club    | Total club    | 22    | 0     | 0                | 0                | 0                     | 0                     | 22    | 0     |
| Total carrera                   | Total carrera | Total carrera | 83    | 3     | 3                | 0                | 0                     | 0                     | 86    | 3     |
| 1.                              |               |               |       |       |                  |                  |                       |                       |       |       |

## Palmarés

### Campeonatos nacionales
| Título             | Club               | País    | Año  |
| ------------------ | ------------------ | ------- | ---- |
| Serie B de Ecuador | 9 de Octubre F. C. | Ecuador | 2020 |